# 주평역
주평역(Jupyeong station, 舟坪驛)은 경상북도 문경시 신기동에 있는 문경선의 역이다. 현재 여객 취급이 중지된 상태이며, 인근에 쌍용양회 공장이 있어 시멘트 수송 열차가 운영되고 있었지만 2018년 4월 30일부로 공장이 폐지되어 화물 열차의 운행도 중단되었다.
역 구내에 완목신호기, 통표폐색기 등 비교적 오래된 시설이 갖추어져 있다. 완목신호기는 한국철도공사 선정 철도기념물로 지정되었다.

## 연혁
- 1985년 12월 30일 : 역사 준공
- 1956년 1월 11일 : 보통역으로 영업개시[1]
- 1988년 1월 1일 : 소화물 취급 중지[2]
- 1993년 10월 22일 : 무연탄도착 화물취급역 지정 취소[3]
- 1995년 12월 1일 : 여객 취급 중지[4]
- 1996년 9월 16일 : 배치간이역으로 격하[5]
- 2007년 10월 1일 : 무배치간이역으로 격하
- 2011년: 완목신호기 중단
- 2018년 4월 30일: 화물 취급 중지
- 2019년 5월 15일: 화물취급 중지[6]

## 사진

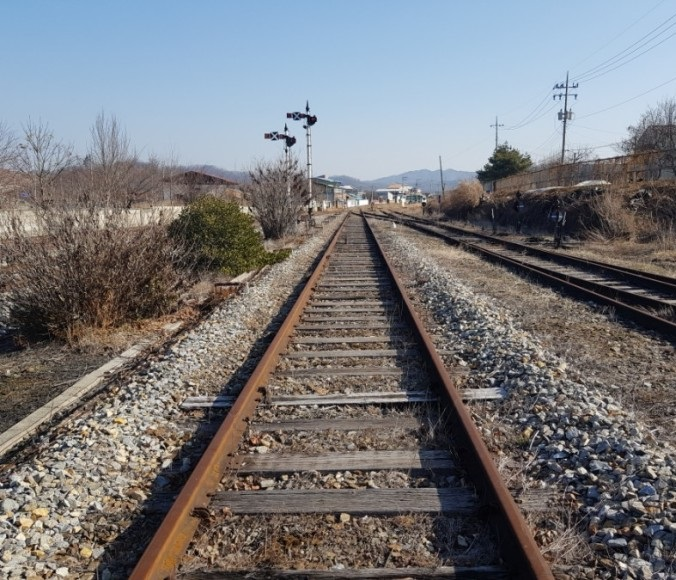
점촌역 방향 선로와 완목신호기
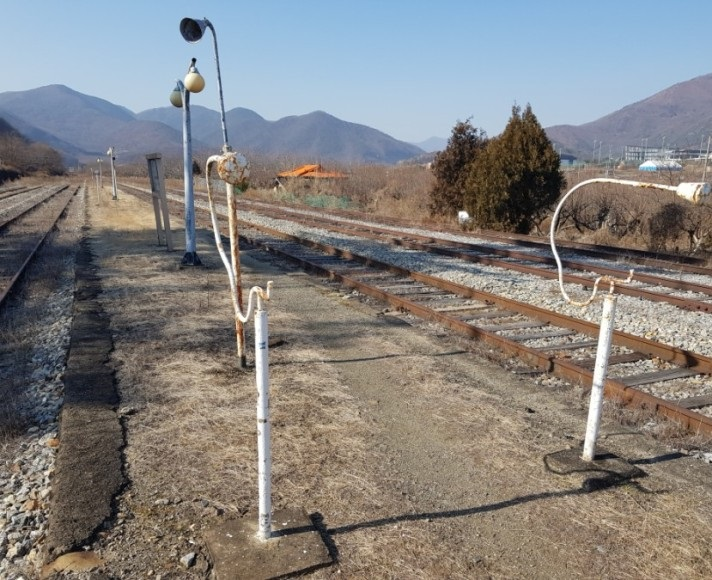
불정역 방향 승강장과 통표걸이
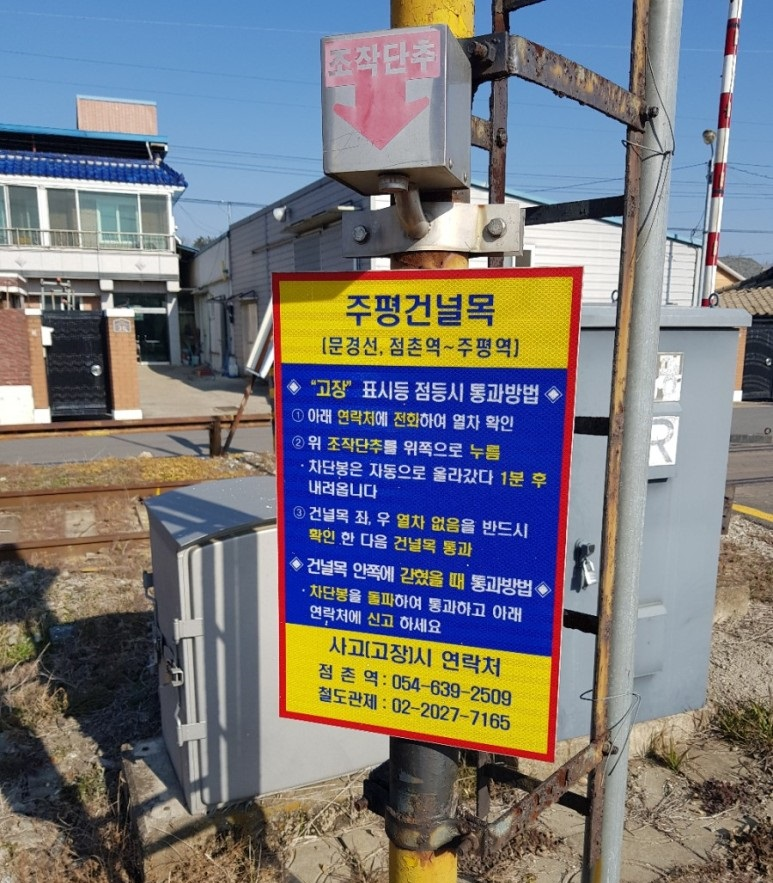
주평건널목
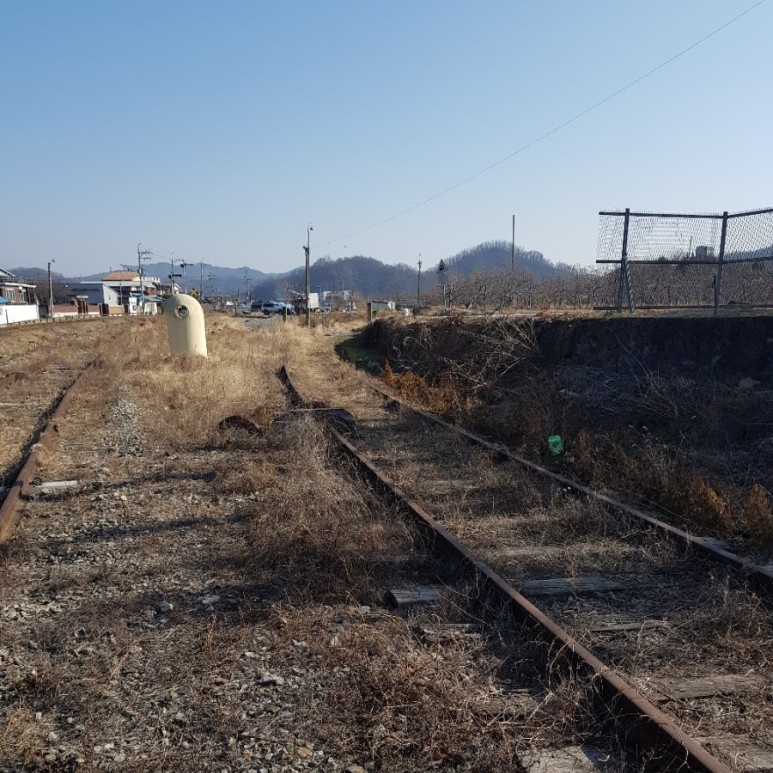
쌍용양회 전용선